# Aleksandr Belov
Aleksandr Aleksandrovič Belov (in russo Александр Александрович Белов?; Leningrado, 9 novembre 1951 – Leningrado, 3 ottobre 1978) è stato un cestista sovietico.

## Carriera
È entrato nella storia della pallacanestro per aver segnato il canestro che diede all'Unione Sovietica l'oro nel torneo olimpico di Monaco di Baviera 1972 in una contestata finale contro gli Stati Uniti. Oltre all'oro olimpico del 1972 vinse il bronzo a Montréal 1976, fu campione del mondo nel 1974 e due volte campione d'Europa nel 1969 e 1971.

### Carriera di club
La sua carriera cestistica è iniziata nelle giovanili dello Spartak Leningrado nel 1962, in questa squadra ha incontrato il coach Vladimir Kondrašin che lo guiderà nel club e nella nazionale alla conquista di diversi titoli:
- due coppe delle coppe nel 1973 e 1975
- un campionato sovietico nel 1975.

### Carriera internazionale
Nel 1969 fu chiamato per la prima volta in nazionale e subito colse il primo successo agli Europei di Napoli nel 1969, successo replicato due anni dopo in Germania.
La vittoria più importante però arriva alle Olimpiadi di Monaco del 1972, dove l'URSS disponeva di un'ottima squadra che arrivò imbattuta in finale e si trovò di fronte la selezione degli Stati Uniti che aveva vinto tutte le precedenti edizioni del torneo olimpico, inanellando 63 successi su 63 gare disputate. La partita, molto combattuta, vide i sovietici sempre avanti fino a tre secondi dalla fine quando due tiri liberi di Doug Collins portarono avanti gli USA 50-49. A questo punto una decisione dell'arbitro, che assegnò un time out richiesto dai sovietici con palla già in gioco, creò molta confusione e gli ultimi secondi vennero rigiocati per ben tre volte a causa di disguidi con il timer. Di mezzo ci si mise il Presidente della FIBA, William Jones, il quale sostenne che nell'ultima azione il cronometro era partito in anticipo.
Quando il tempo fu riportato a tre secondi, Belov nell'area pitturata avversaria raccolse una lunga rimessa da fondo campo e, dopo essersi liberato di due avversari in maniera non ortodossa (da che cosa si deduce che la maniera non fosse ortodossa? questa è una opinione e non un fatto) depositò il pallone a canestro poco prima che suonasse la sirena, consentendo alla propria nazionale di aggiudicarsi un successo storico. Al rocambolesco finale seguirono aspre polemiche e la selezione statunitense si rifiutò di ritirare le medaglie d'argento.
Dopo l'oro di Monaco ha vinto:
- Oro al Mondiale di Porto Rico
- Argento al Europeo 1975 in Jugoslavia
- Bronzo ai Giochi Olimpici di Montréal.

### Morte
Morì il 3 ottobre 1978, a soli 26 anni, a causa di un angiosarcoma, rara forma di tumore cardiaco, anche se all'epoca la TASS non rese note le ragioni del decesso. Curiosamente, anche Sergej Belov, omonimo e compagno di squadra di Aleksandr nella storica finale di Monaco '72, morí lo stesso giorno, il 3 ottobre 2013, dopo una lunga malattia. Il 1º marzo 2007 Aleksandr Belov fu ammesso nella FIBA Hall of Fame.

## Palmarès
- Campionato sovietico: 1

Spartak Leningrado: 1974-75
- Coppa delle Coppe: 2

Spartak Leningrado: 1972-73, 1974-75
- FIBA World Cup All-Tournament Teams: 1

1974